# Клумов, Сергей Константинович
Сергей Константинович Клумов (29 января 1906 — 25 июня 2001) — советский зоолог и Шаблон:Океанолог, специалист по китообразным. Муж биолога Ю. А. Филипповой.

## Биография
Родился в Москве в семье адвоката Константина Владимировича Клумова и его жены Александры Николаевны, урождённой Весёлкиной. Брат отца — хирург, Герой Советского Союза Е. В. Клумов, сестра отца Софья Владимировна (1878—1946), психиатр, была замужем за основателем московской психиатрической школы П. Б. Ганнушкиным.
Юннат, ученик П. П. Смолина. Окончил биофак МГУ. Работал во ВНИРО. Участник и организатор многих экспедиций. Участвовал в изучении популяции гренландского тюленя в Белом и Баренцевом морях. Во время войны был в эвакуации в Астрахани, работал над выполнением рыболовных планов, производил съемку Карского моря, которая должна была определить, можно ли расширить там промысел. В 1949 году организовал Курильскую экспедицию на судне «Витязь». С 1964 по 1986 год он был председателем ученого совета Дарвиновского музея.
Всю жизнь занимался как наукой, так и популяризаторской деятельностью (статьи учёного печатали журналы «Вокруг света», «Природа», «Наука и жизнь», «Юный натуралист», он выступал на радио и много лет участвовал в передаче «В мире животных»). Переписывался с А. Ф. Котсом. Организовал строительство в Москве нескольких домов для учёных.

## Семья
- Сестра (единокровная) — Елена Константиновна Клумова, в замужестве Драйер (1897—1973), сотрудница Государственной публичной исторической библиотеки и позднее Научной библиотеки им. М. Горького МГУ[6], сестра по первому браку отца с Елизаветой Юльевной Левенштейн (1.01.1874-5.05.1899)[3]
- Сестра — Ольга Константиновна Клумова (1904—?)[3]
- Брат — Алексей Константинович Клумов (1907—1944), пианист, композитор.